# Tchads riksvapen
Tchads riksvapen antogs 1970. I mitten finns en sköld med blå vågiga linjer och en uppgående sol. Skölden hålls upp av en get och ett lejon. Nedanför skölden finns en medalj och ett band med Tchads nationella valspråk på franska: Unite, Travail, Progres, "Enighet, arbete, framgång".